# 스마트 파워
스마트 파워(영어: smart power) 또는 총명 권력(聰明權力)은 국제 관계에서 하드 파워(경성 권력/硬性權力)와 소프트 파워(연성 권력/軟性權力) 전략이 결합된 것을 말한다. 전략국제연구센터(CSIS)는 스마트파워를 "강력한 군대의 필요성을 강조하면서도, 영향력 확대와 행동의 정당성을 확립하기 위해 각계극층의 동맹, 파트너십, 제도에도 크게 투자하는 접근법"이라고 정의하고 있다.
빌 클린턴 정부의 전 국제안보 담당 차관보이자 스마트 전력 전략에 관한 몇 권의 저자인 조셉 나이는 오늘날 외교 정책에서 가장 효과적인 전략으로 하드파워와 소프트파워가 합쳐져야 한다고 제안했다. 주어진 상황에서 하드파워만 사용하거나 소프트파워만 사용하는 것은 보통 불충분하다. 나이는 테러와 싸우기 위해서 스마트 파워가 필요하다고 주장하며 테러의 예를 설명한다. 그는 탈레반 정부의 마음과 생각을 바꾸기 위해 소프트파워 자원을 이용하는 것만으로 효과적이지 않을 것이며 하드파워 구성요소가 필요하다고 조언한다. 하지만 주류 이슬람 세계와의 관계를 반전시키려면 소프트파워 또한 필요할 것이며 하드파워만 사용하는 것은 해로운 영향을 미칠 것이다.
체스터에 따르면, 스마트 파워는 "외교, 설득, 역량 강화 및 경제적, 정치적, 사회적 정당성을 갖춘 방식으로 힘과 영향력을 예측하는 데 기여한다"며 기본적으로 군사력과 모든 형태의 외교를 병행한다고 한다.

## 어원

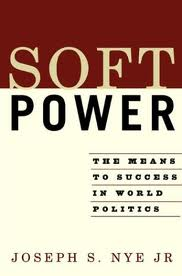
소프트 파워를 설명한 조셉나이의 책

"스마트파워"라는 용어의 기원은 현재 논쟁 중에 있으며 현재까지로는 수잔 노셀과 조셉 나이 둘 다 기원에 기여했다고 여겨진다.
클린턴 정부 시절 유엔의 홀브룩 대사였던 수잔 노셀은 2004년 "스마트 파워: 자유주의 국제주의를 되찾다"라는 제목의 포린 어페어 신문의 기사에서 이 용어를 고안한 공로를 인정받고 있다. 그녀는 최근 CNN 기사에서 소프트파워와 스마트파워를 모두 등한시하는 트럼프 정부의 '터널비전' 외교정책을 비판해왔다. 수잔은 "트럼프는 조셉 나이가 '소프트파워'라고 부르는 미국 사회와 인격을 해외에 과시하는 데서 오는 브랜드 가치를 잊었다. 또한 트럼프는 '스마트파워'라는 개념이나 외교에서 원조, 민간 부문 참여, 군사 개입에 이르기까지 강범위한 국가의 개입에 대해 무관심하다." 라고 말했다.
그러나 조셈 나이는 스마트 파워는 "소프트파워만으로도 효과적인 외교 정책을 만들 수 있다는 잘못된 인식에 대응하기 위해" 2003년에 도입한 용어라고 말한다. 그는 부시 정부의 강격 권력 중심 외교정책에 대한 대안의 이름을 붙이기 위해 스마트파워 라는 용어를 만들었다. 나이는 스마트파워는 특정 상황에서 하드파워가 더 효과적일지 소프트파워가 더 효과적일지에 따라 하드파워와 소프트파워를 결합할 수 있는 능력을 의마한다고 지적했다. 나이는 많은 상황들이 소프트파워를 필요로 하지만, 예를 들어 북한의 핵무기 사용을 멈추는 데와 같은 상황에서 하드파워가 소프트파워보다 더 효과적일 수 있다고 말한다.  파이낸셜타임즈는 "미국이 전쟁에서 승리하기 위해서는 하드파워를 구사하는 만큼 소프트파워를 구사하는기술을 발휘해야 할 것이다." 라고 말했다. 스마트파워는 다자주의를 다루고 대외정책을 강화하는 역할을 한다.
21세기 미국을 위한 성공적인 스마트 파워 서술은 권력 극대화나 패권 유지에 집착하지 않을 것이라고 나이 교수는 주장한다. 오히려, 그것은 "자원을 성공적인 전략으로 결합하는 방법을 권력 확산과 ' 나머지의 부상'이라는 새로운 맥락에서 찾을 것이다." 성공적인 스마트 파워 전략은 다음과 같은 질문에 대한 답을 제공할 것이다. 1) 어떤 목표나 결과를 선호하는가? 2) 어떤 자원을 이용할 수 있으며 어떤 맥락에서 이용할 수 있는가? 3) 영향권 시도 대상의 입장과 선호도는 무엇인가? 4) 어떤 형태의 권력행동이 성공할 가능성이 가장 높은가? 5) 성공할 확률은 얼마인가?

## 역사

### 영국
팍스 브리태니차 시대(1815~1914) 이후 영국은 국제관계에서 영향력과 강제성을 겸비한 고용을 해왔다.

### 미국
지난 10년 동안 스마트 파워라는 용어가 등장했지만, 스마트 파워라는 개념은 미국 역사에서 훨씬 더 일찍 뿌리를 내리고 있으며 오늘날 국제 관계에서 대중적인 개념이다.
1901: 테오도르 루즈벨트 대통령은 다음과 같이 선언한다: "조용히 말하고 큰 막대기를 들고 다녀라."
1948: 미국은 스미드-문트법의 권한에 따라 주요 평화시 소프트파워 프로그램을 개시하는데, 여기에는 구소련의 외유에 대항하기 위해 방송, 교류, 정보 세계도 포함된다.
1991: 냉전의 종식은 하드 파워와 소프트 파워의 결합으로 무너진 베를린 장벽의 붕괴로 점철되었다. 냉전 기간 내내 소련의 침략을 저지하기 위해 하드 파워가 사용되었고 공산주의에 대한 믿음을 잠식하기 위해 소프트 파워가 사용되었다. 요셉 나이(Joseph Nye) : "베를린 장벽이 마침내 무너졌을 때 포탄이 아니라 공산주의에 대한 믿음을 잃은 사람들이 휘두른 망치와 불도저에 의해 파괴되었다."
2004년: 조셉 S. 나이 교수는 저서 소프트파워에서 스마트파워(soft power: soft power)라는 용어를 소개하고 있다. "세계 정치에서 성공하기 위한 수단인 스마트 파워는 단단하지도 부드럽지도 않다." 그는 "두 가지 모두다"라고 썼다. 외교"의 기사에서 분석가 수잔 노셀은 "스마트 파워"라는 용어를 사용한다. 노셀에게, "스마트 파워는 미국 자신의 손이 항상 최고의 도구가 아니라는 것을 아는 것을 의미한다: 미국의 목표를 위해 다른 사람들을 참여시킴으로써 미국의 이익이 손상된다."
2007년: 9·11 사태와 이라크 전쟁에 비춰 부시 행정부는 하드 파워 전략을 지나치게 강조해 비판을 받았다. 이런 하드파워 전략에 대응하기 위해 전략국제문제연구소(CSIS)는 스마트파워 개념을 9·11 사태와 이라크 전쟁에 비춰 미국 외교정책의 미래를 어떤 원칙으로 이끌어야 하는지에 대한 논의에 도입하기 위해 '스마트파워 커미션'을 발표했다. 이 보고서는 미국이 중점적으로 다루는 5가지 핵심 분야를 밝히고 있다. 동맹, 글로벌 개발, 공공외교, 경제통합, 기술과 혁신. 이 보고서에 따르면, 이 다섯 가지 목표는 현명한 외교 정책을 구성하며, 미국이 "선(先) 대리인으로서의 미국 우월성"이라는 목표를 달성하는데 도움이 될 것이라고 한다."
2009: 국제전략문제연구소(Center for Strategic and International Studies, Center for Strategic and International Studies)는 국제 릴리스에서 스마트 파워의 개념을 다루기 위해 두 번째 보고서인 "새로운 다자주의에 투자하기"를 발표했다. 이 보고서는 유엔을 미국의 스마트 파워의 도구로 다루었다. 유엔과 협력함으로써 미국은 21세기 국제사회에서 다자주의를 재활성화하는데 앞장설 수 있다.
2009년: 오바마 정부 들어 스마트 파워는 외교정책 전략의 핵심 원칙이 됐다. 힐러리 클린턴이 2009년 1월 13일 상원 인준 청문회에서 국무장관의 자리를 놓고 대중화했다.
우리는 외교, 경제, 군사, 정치, 법률, 문화 등 소위 말하는 스마트 파워를 각각의 상황에 맞는 올바른 도구 또는 도구 조합으로 사용해야 한다. 스마트 파워로 외교가 외교정책의 선봉이 될 것이다.
수잔 노셀과 조셉 나이 둘 다 클린턴의 스마트 파워가 미국 외교 정책에서 스마트 파워의 사용을 대중화할 것이기 때문에, 스마트 파워를 장려하는 것을 지지했다. 그 대중화는 그 용어의 빈번한 사용을 수반해 왔고, David Ignatius는 그것을 "힘과 부드러움 사이의 힘의 종류를 암시하기 위해 의도된 과잉되고 무진장한 문구"라고 묘사한다.
2010년: '민권력을 통한 선도'라는 제목의 '제1차 4년마다 열리는 외교개발검토(QDDR)'는 민간 지도부를 통한 스마트 전력전략의 이행을 요구했다.
2011년 오바마 대통령의 '2011년 5월 중동·북아프리카 연설'은 외교정책 독트린의 세 번째 축으로 국방과 외교 외에 발전까지 접목한 스마트 파워 전략을 주문했다.

## 현대적 응용

### 영국
2015년 영국 정부 전략 방위 및 안보 리뷰는 하드 파워와 소프트 파워 전략의 조합에 기초했다. 2018년 세르게이, 율리아 스크리팔 부녀 음독 사건에 이어 국가 안보 리뷰는 영국의 적들을 물리치기 위해 영국 정보기관, 영국군, 대외 관계, 경제적 고려사항의 자원을 결합하는 "융합 독트린"을 묘사했다.

### 미국
최근 몇 년 동안, 일부 학자들은 스마트 파워를 소프트 파워에서 더 나아가 차별화하는 동시에, 광범위한 스마트 파워 철학의 일부로 군사 자세와 다른 국가 전략 도구를 포함하려고 했다. 조지 W 부시 행정부 시절 국무부 관리였던 크리스티안 휘튼은 문화자유회의와 같은 CIA의 지원을 받는 프로그램을 포함한 냉전의 미국의 정치적 영향력 활동을 상기시켰고, 이러한 활동들을 중국, 이란, 이슬람주의자들이 제기하는 현대적 도전에 적응시킬 것을 요구했다.

## 스마트 파워 적용 관련 당면 과제
CACI가 후원하는 심포지엄인 "오늘날의 미국과 글로벌 안보에 대한 비대칭 위협 대처"에 따르면, 효과적인 스마트 파워 전략은 이론으로서 스마트 파워에서 실제 스마트 파워로 전환하는 데 있어 여러 난제에 직면해 있다. 오늘날 스마트 파워를 적용하는 것은 사이버 보안에서 테러리즘에 이르는 비대칭 위협 환경에서 작동하기 때문에 큰 어려움을 필요로 한다. 이러한 위협은 역동적인 국제 환경에 존재하며, 스마트 전력 전략의 적용에 또 다른 과제를 추가한다. 역동적인 국제환경에서 발생하는 비대칭적 위협에 효과적으로 대처하기 위해, 심포지엄은 법치주의, 조직적 장애, 스마트 파워 자금 조달, 전략적 커뮤니케이션 등의 요소를 다룰 것을 제안한다.

### 법치주의
국내 및 국제 수준에서 스마트 파워 접근방식을 구현하기 위해, 미국은 스마트 파워 기능의 사용을 위한 법적 프레임워크를 개발해야 한다. 그러나 스마트 파워를 위한 법적 기반을 개발하는 것은 종종 어려운 이러한 비대칭적 위협에 대한 명확한 개념을 요구한다. 예를 들어, 사이버 도메인은 극도로 애매한 개념을 제시한다. 따라서, 과제는 법적 프레임워크를 형성하기 전에 비대칭 위협을 개념화하는 것이다.

### 조직 장애 조치
기관 내부의 조직적 실패로 인해 스마트 전력 접근방식을 촉진할 수 없는 것은 성공적인 스마트 전력 구현에 또 다른 장애물이 된다. 기관은 종종 스마트 파워를 채택할 적절한 권한이나 자원이 부족하다. 스마트 파워를 장기적으로 지속 가능하게 하는 유일한 방법은 이러한 조직의 실패를 해결하고 하드 파워 자원과 소프트 파워 자원의 조정과 접근성을 촉진하는 것이다.

### 스마트 파워 파이낸싱
금융위기가 계속되고 있는 가운데, 재정자원의 절실한 필요성은 스마트 파워의 구현에 중대한 장애물이 되고 있다. 게이츠 장관은 '외교, 전략적 커뮤니케이션, 대외 지원, 시민 행동, 경제 재건과 개발 등 국가 안보의 민간 장비에 대한 지출을 극적으로 늘릴 필요가 있다'고 말했다. 스마트 파워를 성공적으로 구현하기 위해서, 미국의 예산은 비군사 외교 프로그램들이 더 많은 자금을 받을 수 있도록 재조정될 필요가 있다. 그러나 국방비를 희생하는 것은 강력한 저항에 직면하게 될 것이다.

### 전략 통신
보고서에 따르면 "인식 비대칭"은 전략적 의사소통의 주요 장애물이다. 장기적인 스마트 파워 전략은 이러한 위협의 본질을 논의하고 스마트 파워 전략을 사용하여 조치를 취함으로써 부정적인 인식을 완화시킬 것이다. 이 보고서는 우리의 전략적 커뮤니케이션 캠페인의 핵심 주제는 민주주의 국가로서의 우리의 가치관과 오늘날 우리나라가 직면한 위협의 본질에 대한 우리 나라에 대한 교육이어야 한다고 말하고 있다.

## 스마트 파워의 도구로서의 국제 연합
전문가들은 미국의 스마트 파워 전략가들의 처분에 따른 모든 도구들 중에서 유엔이 가장 중요하다고 제안한다. 전략국제문제연구소는 2009년 1월 미국의 스마트 파워 전략의 도구로서 유엔의 역할을 개괄적으로 설명하기 위해 '새로운 다자주의에 대한 투자'라는 보고서를 발표했다. 이 보고서는 점점 더 다극화되고 있는 세계에서 유엔은 시대에 뒤떨어진 것으로 버려질 수 없으며 우리나라가 직면한 새로운 다자주의에 대해 전략적으로 생각할 수 있는 필수적인 도구로 간주되어야 한다고 시사하고 있다. 효과적인 스마트 파워 전략은 미국과 유엔의 이익을 일치시켜 평화와 안보, 기후 변화, 세계 보건 및 인도주의적 활동에 대한 위협을 효과적으로 해결할 것이다.

## 같이 보기
- 소프트 파워
- 공공외교
- 당근과 채찍